# Malovište
Malovište (makedonska: Маловиште) är en ort i Nordmakedonien. Den ligger i kommunen Bitola, i den sydvästra delen av landet, 110 kilometer söder om huvudstaden Skopje. Malovište ligger 1 123 meter över havet och antalet invånare är 257.